# Шахта імені В. М. Бажанова
ДВАТ «Шахта ім. В. М. Бажанова». Входить до ВАТ ДХК «Макіїввугілля».

## Загальна характеристика
Стала до ладу у 1957 р з проектною потужністю 400 тис.т вугілля на рік.
Фактичний видобуток 4233/2980 т/добу (1990/1999). За 2003 рік видобуто 889 тис.т вугілля, 2009 рік — 756 тис. т
2010 рік — 749 тис. т.
Максимальна глибина 1322 м (2014).
Шахтне поле розкрито 3 вертикальними стволами.
Протяжність підземних виробок 114/77,9 км (1990/1999).
Вугільний пласт m3 потужністю 1,54-1,82 м, кут падіння 3-8о.
Пласт небезпечний щодо раптових викидів вугілля і газу,  схильний до самозаймання.
Шахта небезпечна за вибуховістю вугільного пилу.
Кількість очисних вибоїв 3/3/3 (1990/1999/2002), підготовчих 6/6 (1990/1999).
Обладнання: комплекси КМТ, КМ-87, комбайни РКУ-13, 1ГШ-68, ГПКС, 4ПП2.
Кількість працюючих: 4329/3527 чол., в тому числі підземних 2758/2450 чол. (1990/1999).
Адреса: 86119, м. Макіївка, Донецької обл.

## Аварія 29 липня 2011 р.
- 29 липня 2011 р. з невідомих причин впав копер скіпового ствола шахти. Висота копра - 70 м. В зоні аварії виявилося 12 чоловік. 29 липня 2011 р. розпочаті рятувальні операції які веде Державна воєнізована гірничорятувальна служба України і пожежники міста Макіївки.
- 30 липня повідомлено про 8 постраждалих, 1 чоловік загинув. 31 липня оголошено днем жалоби за гірниками, які загинули на шахтах Донеччини та Луганщини 29 липня[2].[3].
- Станом на 31 липня 2011 р. кількість жертв - 11.[4].
- Станом на травень 2015 р. відновні роботи на шахті продовжувалися, але їх темпи низькі[5]